# 데이나 엘카
대나 엘카(Dana Elcar, 영어 발음: /ˈdænə/, 1927년 10월 10일 ~ 2005년 6월 6일)는 미국의 배우이다.

## 출연 작품
- 맥가이버 - 홀리로즈의 전설 (1989)
- 3막 살인 (1986)
- 맥가이버 - 파일롯 (1985)
- 맥가이버 - TV 시리즈 (1985)
- 욕망의 최후 (1984)
- 두 영혼의 남자 (1984)
- 2010 우주 여행 (1984)
- 쿼터백 아가씨 (1983)
- 메이저 리그의 말괄량이 (1983)
- A 특공대 - TV시리즈 (1983)
- 버디 버디 (1981)
- 콘돌맨 (1981)
- 노아의 불시착 (1980)
- 첩보원 실비아 (1980)
- 사랑의 심판 (1980)
- 챔프 (1979)
- 듀크 (1979)
- 제8 전투 비행대 (1976)
- 베이비 블루 머린 (1976)
- 어느 코미디언의 눈물 (1976)
- 세인트 아이브스 (1976)
- 특수 경찰 (1975)
- 스팅 (1973)
- 그레이트 노스필드 미네소타 레이드 (1972)
- 6시 아담 (1970)
- 위험한 지혜 (1970)
- 솔저 블루 (1970)
- 닥터 게논 (1969)
- 닥터 웰비 (1969)
- 더 러닝 트리 (1969)
- 하와이 5-0수사대 (1968)
- 보스톤 교살자 (1968)
- 아이언 사이드 (1967)
- FBI(영어판) (1965)
- 겟 스마트 (1965)
- 핵전략 사령부 (1964)
- 보난자 (1959)
- 딜론 보안관 (1955)